# Llista d'aerolínies d'Armènia
La següent és una llista de les aerolínies que han rebut el Certificat d'Operador Aeri per part de l'autoritat aeronàutica d'Armènia:
| Aerolínia                 | IATA | OACI | Indicatiu   | Aeroports HUB                   |
| ------------------------- | ---- | ---- | ----------- | ------------------------------- |
| Air Armenia               | QN   | ARR  | AIR ARMENIA | Zvartnots International Airport |
| Atlantis European Airways | TD   | LUR  | ATLANTIS    |                                 |
| Vertir Airlines           |      | VRZ  |             |                                 |
| Veteran Avia              |      | VTF  | VETFLIGHT   | Sharjah, UAE                    |